# Vallentuna ishall

Vallentuna ishall är belägen på Vallentuna IP i Vallentuna och består av två ishallar; en match- och tävlingshall (A-hall) och en träningshall (B-hall).

## A-hallen
A-hallen fungerar som match- och tävlingsarena och tar upp till 1900 åskådare. Där finns även en kiosk och tillgång till toaletter. A-hallen går att hyra.

## B-hallen
B-hallen är en träningshall utan läktare. Här tränar flera av våra föreningar och det går också bra att hyra lokalen.